# Frank Calabro
Hon. Francesco „Frank“ Calabro, AM (* 3. Januar 1925 in Sant’Alessio in Aspromonte, Provinz Reggio Calabria, Kalabrien, Königreich Italien; † 13. Januar 2011 in Sydney, New South Wales) war ein australischer Politiker der Liberal Party of Australia, der unter anderem zwischen 1970 und 1988 Mitglied im Parlament von New South Wales war. Er war der erste in Italien geborene Politiker italienischer Abstammung, der in ein australisches Parlament gewählt wurde.

## Leben
Francesco „Frank“ Calabro, Sohn des Schuhmachermeisters Antonio Calabro und dessen Ehefrau Maria Romeo, besuchte zunächst staatliche Schulen in Italien und nach seiner Einwanderung nach Australien 1934 die Schule St Mary’s Basilica Christian Brothers’ in Sydney. 1948 kaufte die Familie ein Busunternehmen in Bonnyrigg, für das er als Manager und Geschäftsführender Direktor tätig war. Er engagierte sich daneben zwischen 1959 und 1963 als Präsident der Handelskammer von Cabramatta, einem Vorort von Sydney, und war zugleich von 1959 bis 1971 erstmals Mitglied des Stadtrates von Fairfield City, ein lokales Verwaltungsgebiet LGA (Local Government Area im Bundesstaat) New South Wales, welches ebenfalls zur Metropole Sydney gehört. 1965 gehörte er zu den Gründern des Ortsverbandes Cabramatta der Liberal Party of Australia und war 1966 erstmals für einige Zeit Bürgermeister von Fairfield City. Er engagierte sich daneben als Gründungsmitglied des Mt. Pritchard and District Community Club, als Mitglied im Association Polisportive Italo-Australian Club sowie als Gründungs-Seniorvizepräsident des Fairfield-Cabramatta Police Citizens Youth Club. 1967 wurde er durch die italienische Regierung für seine Verdienste zum Ritter des Ordens des Sterns von Italien ernannt.
Bei den Wahlen vom 24. Februar 1968 kandidierte Calabro für die Liberal Party im Wahlkreis Fairfield für ein Mandat in der Legislativversammlung (NSW Legislative Assembly), dem Unterhaus des Parlaments von New South Wales, verpasste allerdings als Zweitplatzierter mit 11.561 Prozent (42,51 Prozent) den Einzug ins Parlament. 1969 war er erneut Bürgermeister von Fairfield und wurde daraufhin am 12. März 1970 erstmals Mitglied im Parlament von New South Wales und gehörte als indirekt gewähltes Mitglied dem Legislativrat (NSW Legislative Council), dem Oberhaus des Parlaments, bis zum 22. Februar 1988 an. Er war der erste in Italien geborene Politiker italienischer Abstammung, der in ein australisches Parlament gewählt wurde, und wurde 1970 auch Kommandeur des Ordens des Sterns von Italien. Zudem wurde ihm der Titel „The Honourable“ auf Lebenszeit verliehen und er gehörte zwischen 1974 und 1977 dem Stadtrat von Fairfield City erneut als Mitglied an. Nachdem er 1988 aus dem Legislativrat ausgeschieden war, kandidierte er bei den Wahlen am 19. März 1988 im Wahlkreis Macquarie Fields. Dabei errang er im ersten Wahlgang mit 10.248 Stimmen (35,09 Prozent) den zweiten Platz und unterlag schließlich in der Stichwahl mit 12.183 Stimmen (45,05 Prozent) Stan Knowles von der Australian Labor Party, auf den 14.860 Stimmen (54,95 Prozent) entfielen.
Für Leistungen in der Migrantenfürsorge wurde ihm anlässlich des 100-jährigen Jubiläums des Australischen Bundes am 1. Januar 2001 die Centenary Medal verliehen. Für Verdienste um das Parlament von New South Wales und die Gemeinde Fairfield durch die Kommunalverwaltung und durch Jugend-, Sport- und Freizeitklubs wurde er zudem am 9. Juni 2003 Mitglied des Order of Australia (AM).
Aus seiner am 20. November 1963 geschlossenen Ehe mit Rosa Polimeni gingen drei Töchter und drei Söhne hervor. 